# اوکاتور (دهانه)
اوکاتور ‎/ɒˈkeɪtər/‎ یک دهانه برخوردی واقع در سرس است که نقطه شماره ۵ درخشان‌ترین نقطه از نقاط درخشان روی سرس که توسط دان مشاهده شده روی آن قرار گرفته است. در تصاویر گرفته شده با تلسکوپ کک واقع در منطقه مونا کیا به نام «منطقهA» شناخته شده است.
دهانه به افتخار خدای رومی کلوخ‌شکن و یاور سرس اوکاتور نامیده شده است.
در ۹ دسامبر ۲۰۱۵، دانشمندان خبر از وجود نقاط درخشان روی سرس از جمله نقطه روشن موجود در دهانه اوکاتور دادند که احتمال دارد مربوط به نوعی نمک بویژه آب نمکی باشد که حاوی منیزیم سولفات هگزا هیدریت (MgSO۴·۶H2O) است؛ نقاط روشن همچنین ممکن است با خاک رس غنی از آمونیاک مرتبط باشد. اخیراً در تاریخ ۲۹ ژوئن ۲۰۱۶، دانشمندان اعلام کردند که نقاط درخشان بیشتر شبیه سدیم کربنات(Na2CO۳) هستند و به این امر دلالت می‌کنند که احتمالاً فعالیت‌های گرمایی درون سرس در ایجاد نقاط روشن دخالت داشته است.

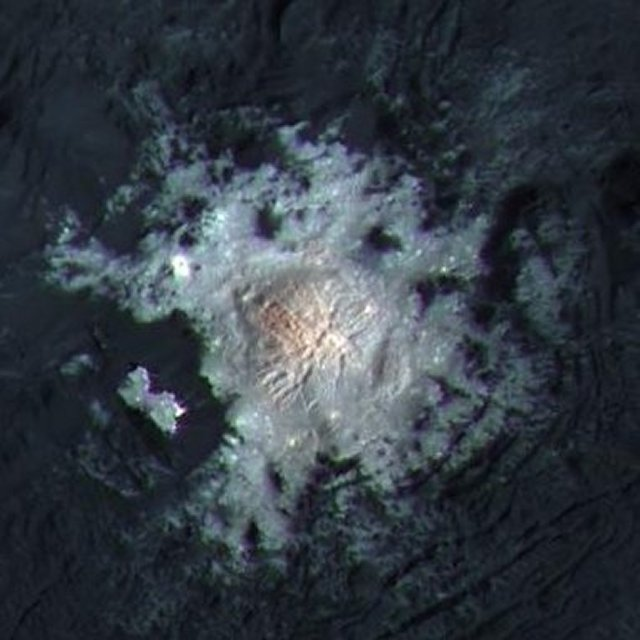
"نقطه شماره ۵ " در اوکاتور - از جلو (رنگ افزایشی، توسط فضاپیمای دان، فوریه ۲۰۱۶)

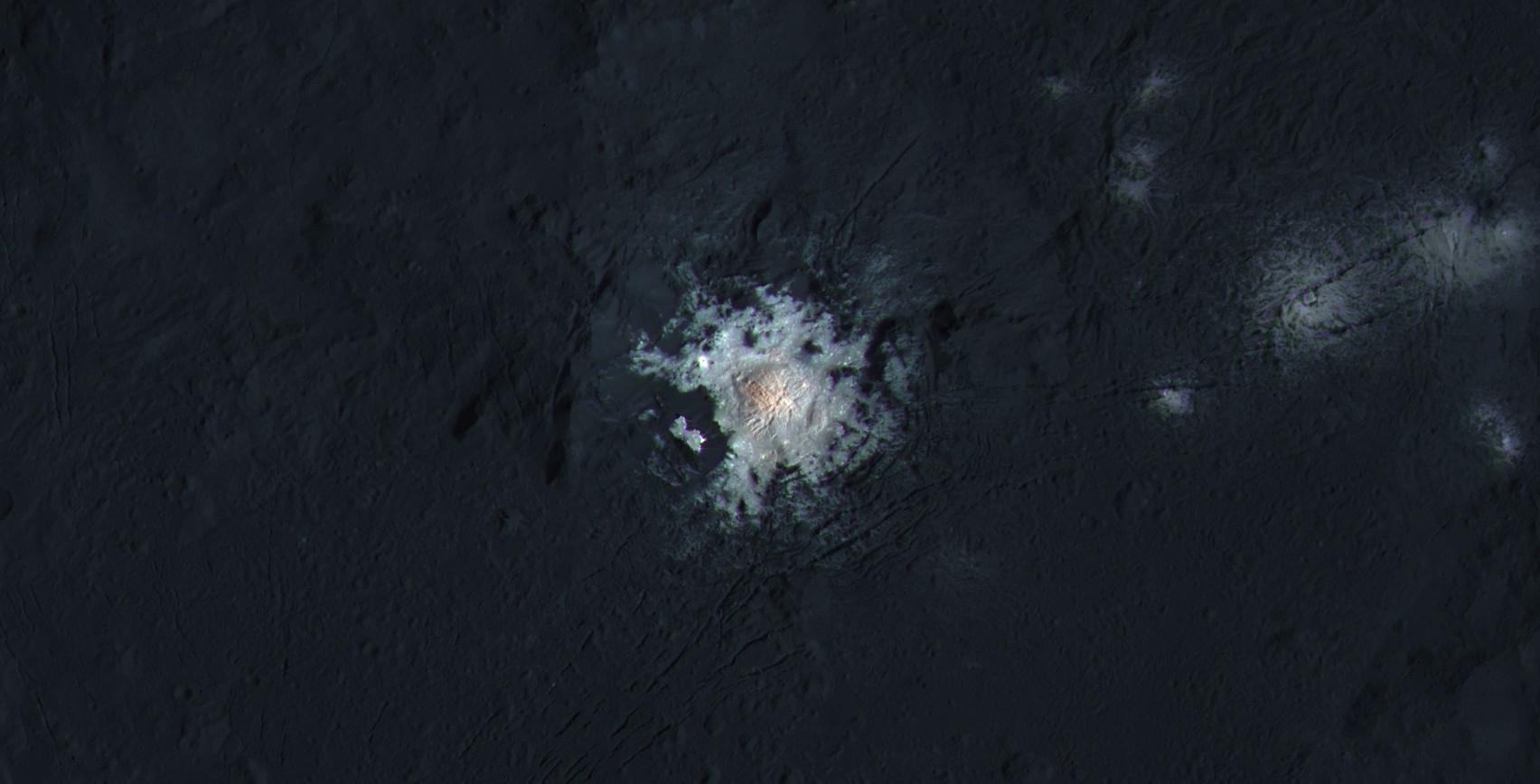
مرکز اوکاتور- زمینه (رنگ افزایشی، توسط فضاپیمای دان، فوریه ۲۰۱۶

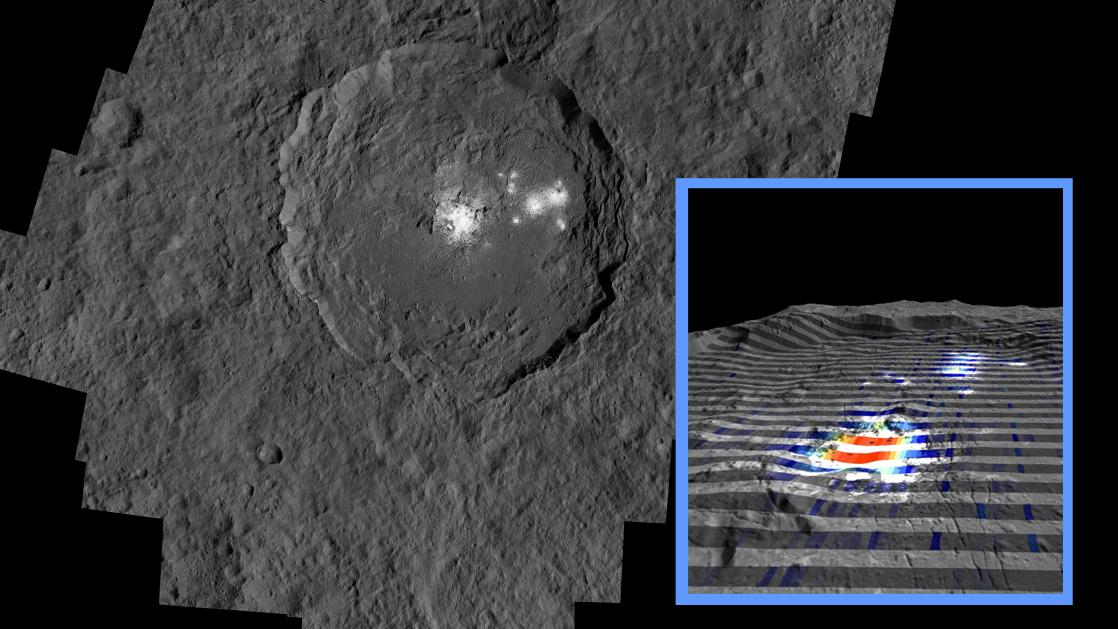
نقاط درخشان روی سرس ممکن است سدیم کربنات باشد. (ناسا، ژوئن ۲۰۱۶).

## نگارخانه

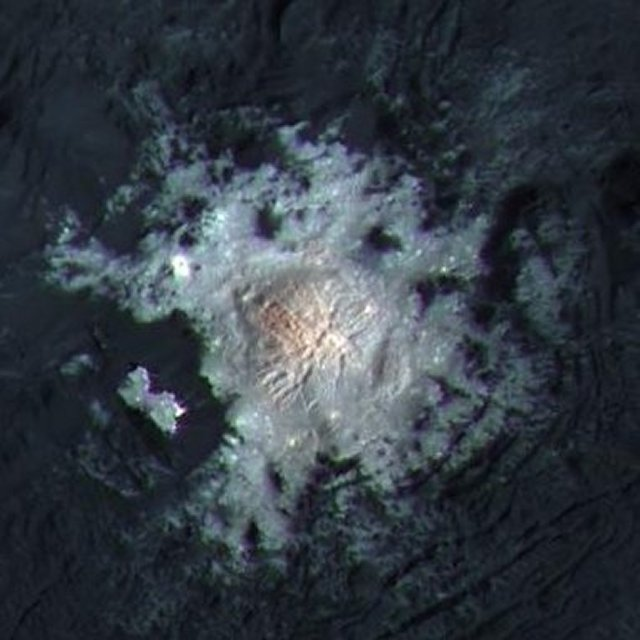
"نقطه شماره ۵ " در اوکاتور - از جلو (رنگ افزایشی،توسط فضاپیمای دان، فوریه ۲۰۱۶)
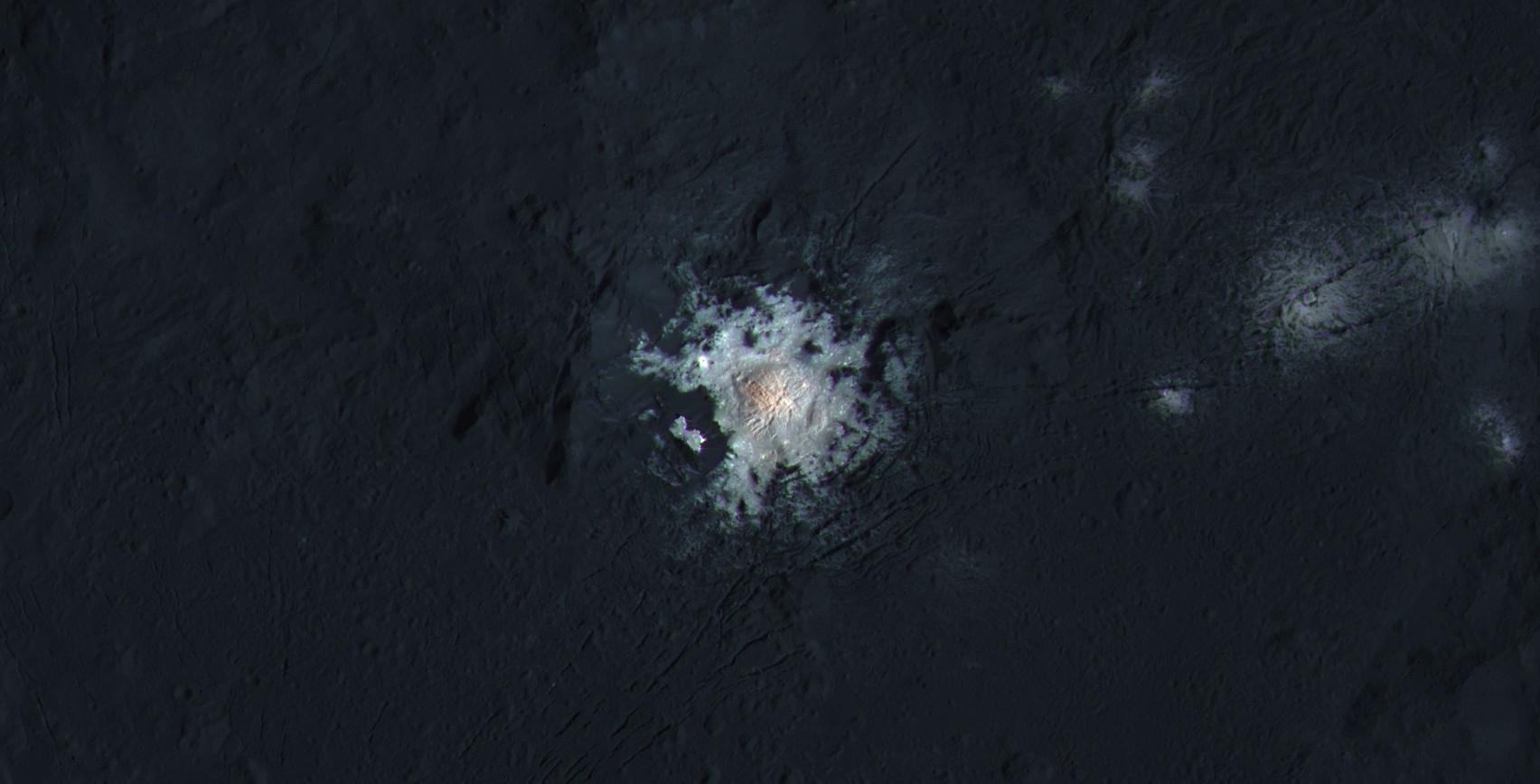
مرکز اوکاتور- زمینه (رنگ افزایشی،توسط فضاپیمای دان، فوریه ۲۰۱۶
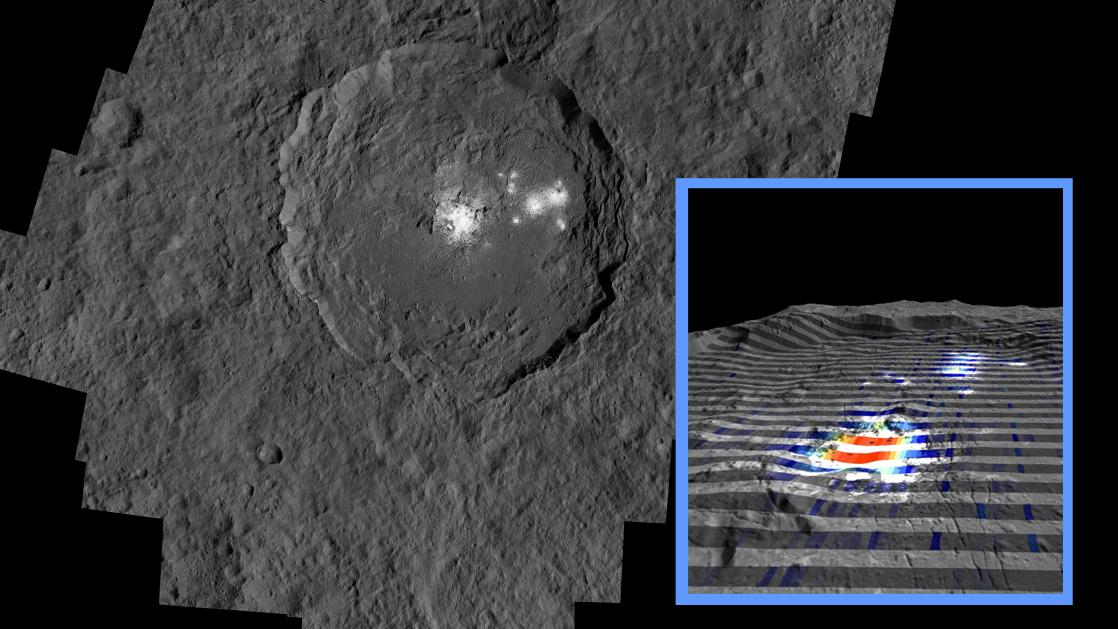
نقاط درخشان روی سرس ممکن است سدیم کربنات باشد. (ناسا،ژوئن ۲۰۱۶).ref name="NASA-20160629"
تصویر ارائه شده با اطلاعات توپوگرافی
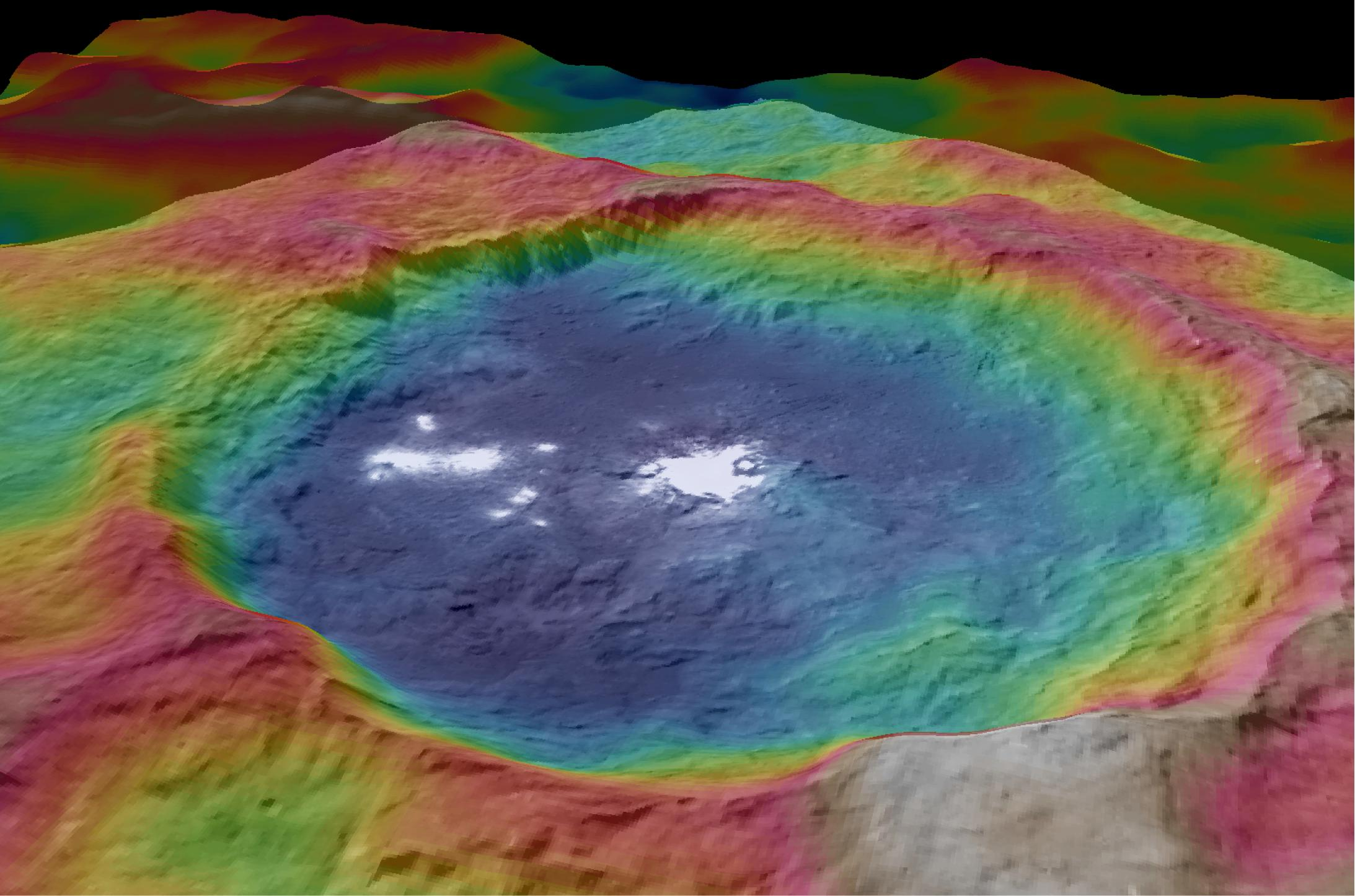
>نقشه توپوگرافی (اکتبر ۲۰۱۵)
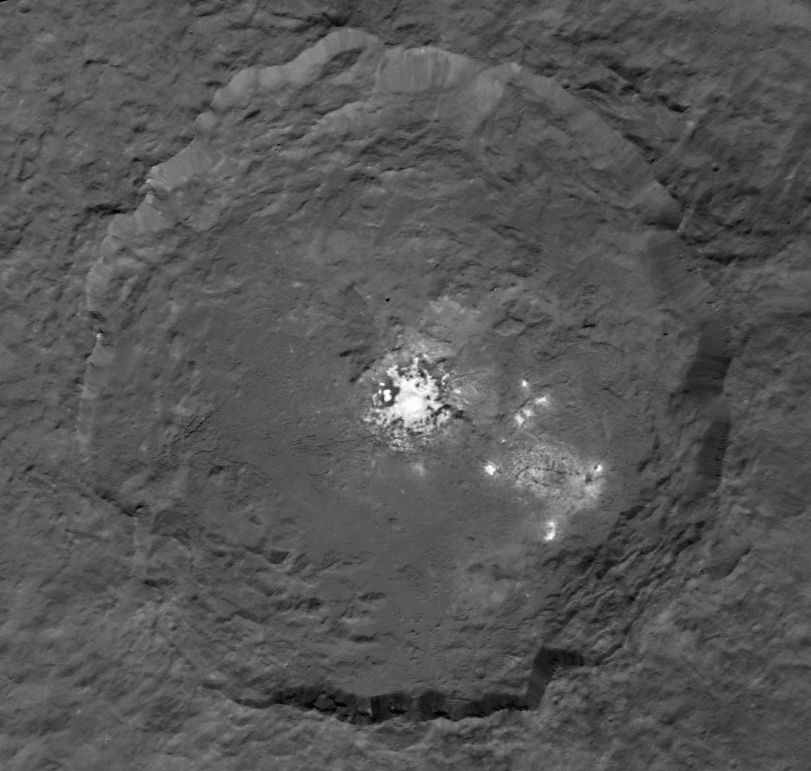
تصویر اوکاتور گرفته شده توسط دان. تصویر ترکیبی ، بنابراین نقطه درخشان بیش از حد روشن نیست.
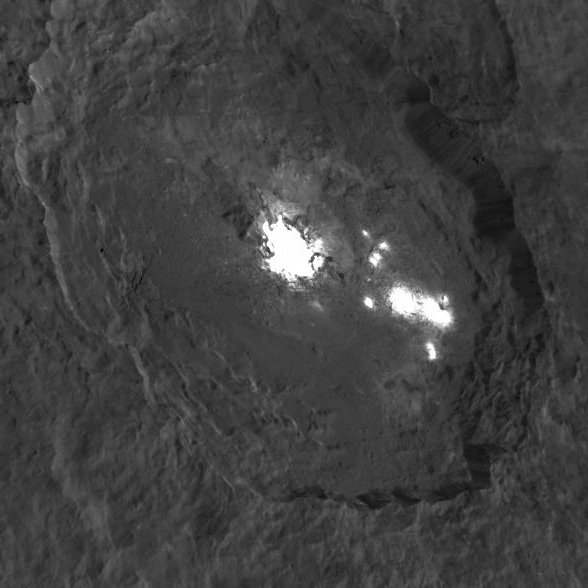
چشم‌انداز مایل (اکتبر  ۲۰۱۵)
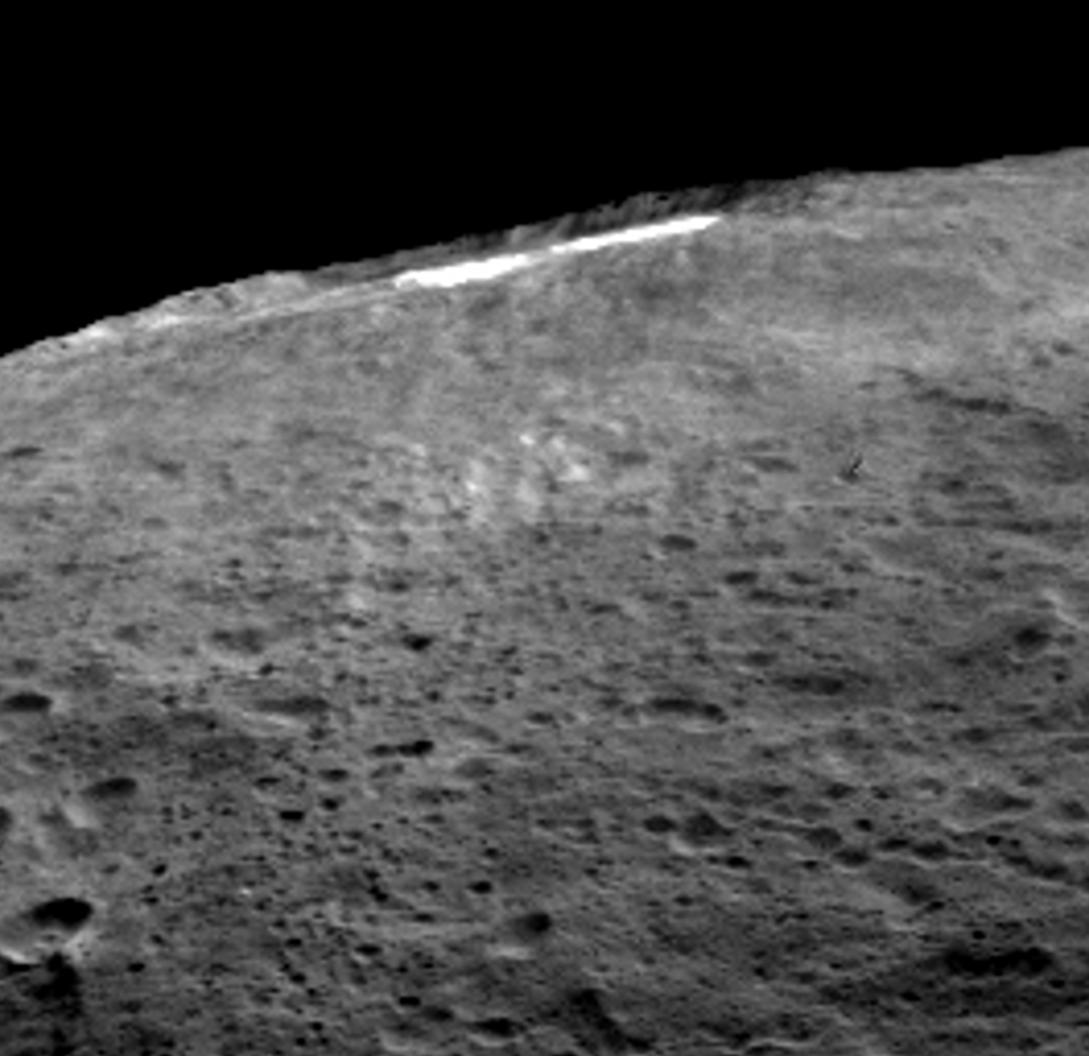
چشم‌انداز جانبی (دسامبر ۲۰۱۵)
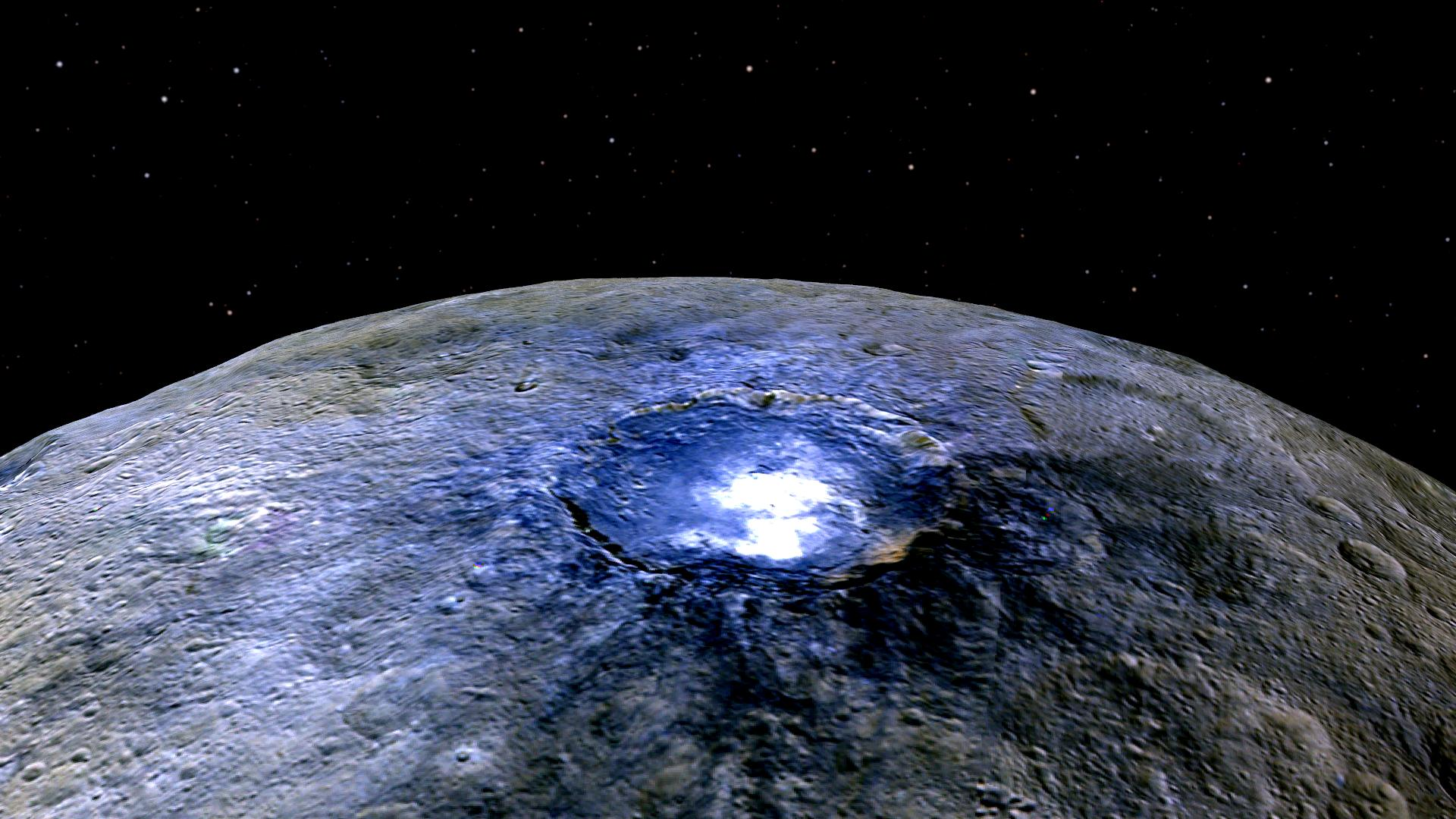
False colors (دسامبر ۲۰۱۵)
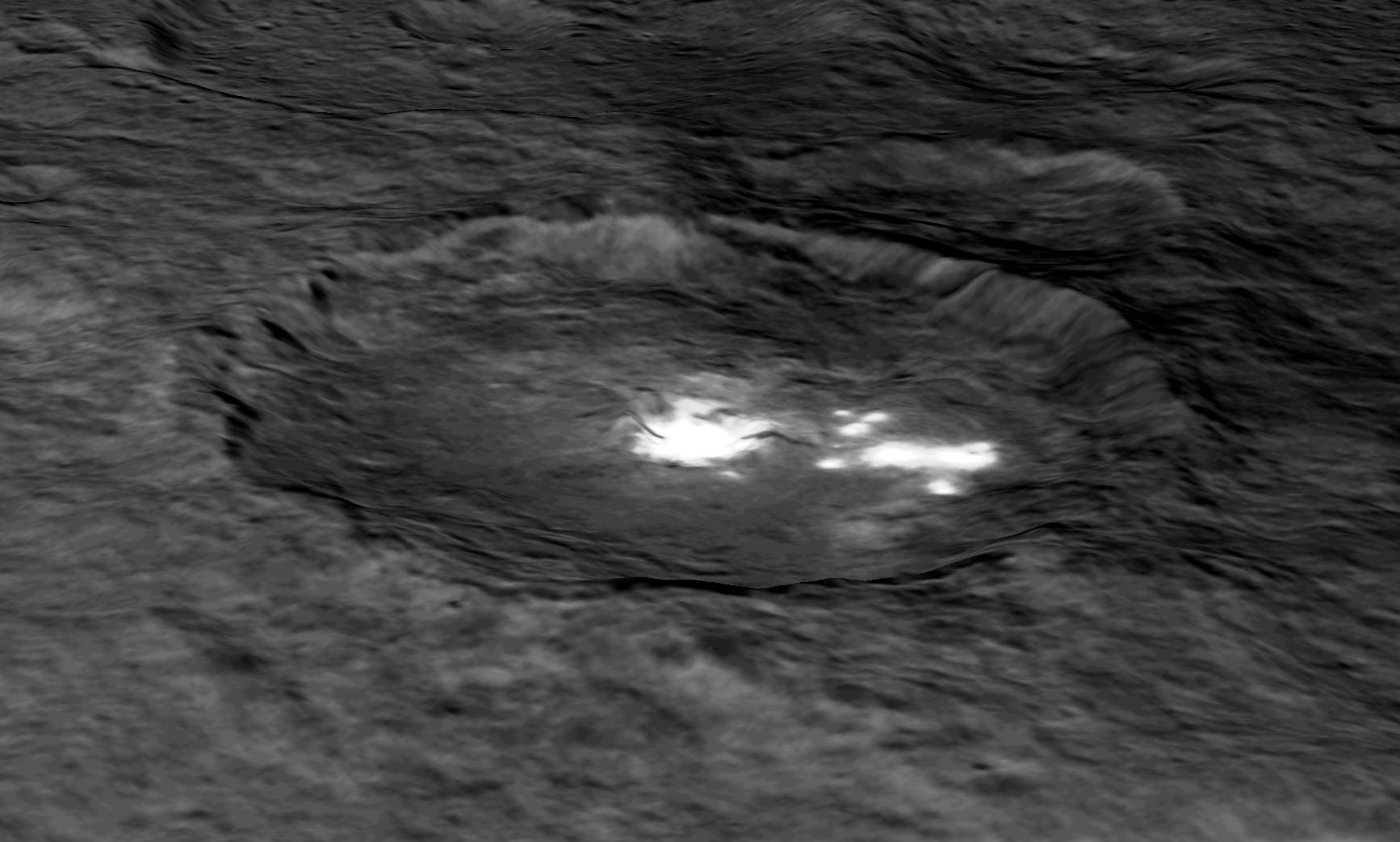
چشم‌انداز شبیه-3D (دسامبر ۲۰۱۵)
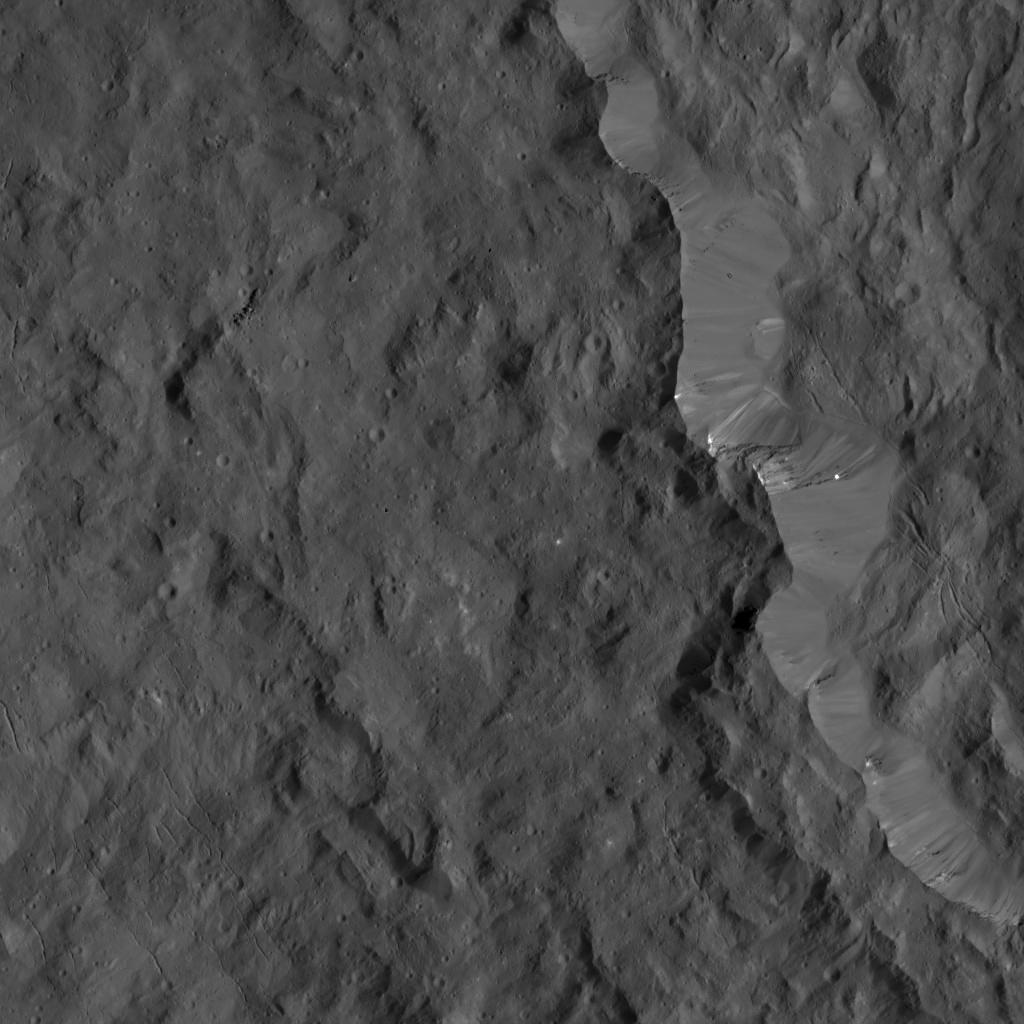
دیواره غربی (ژانویه ۲۰۱۶)
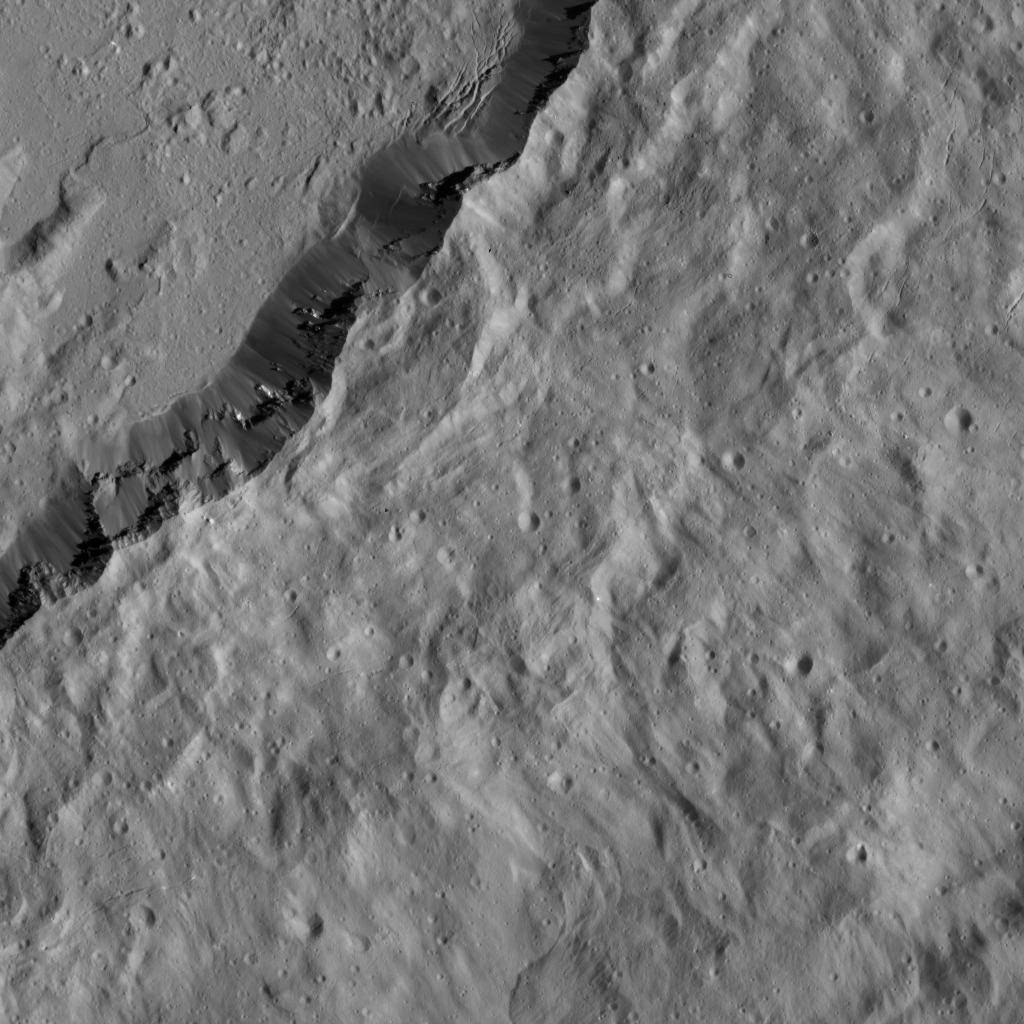
دیواره جنوب شرقی (ژانویه ۲۰۱۶)
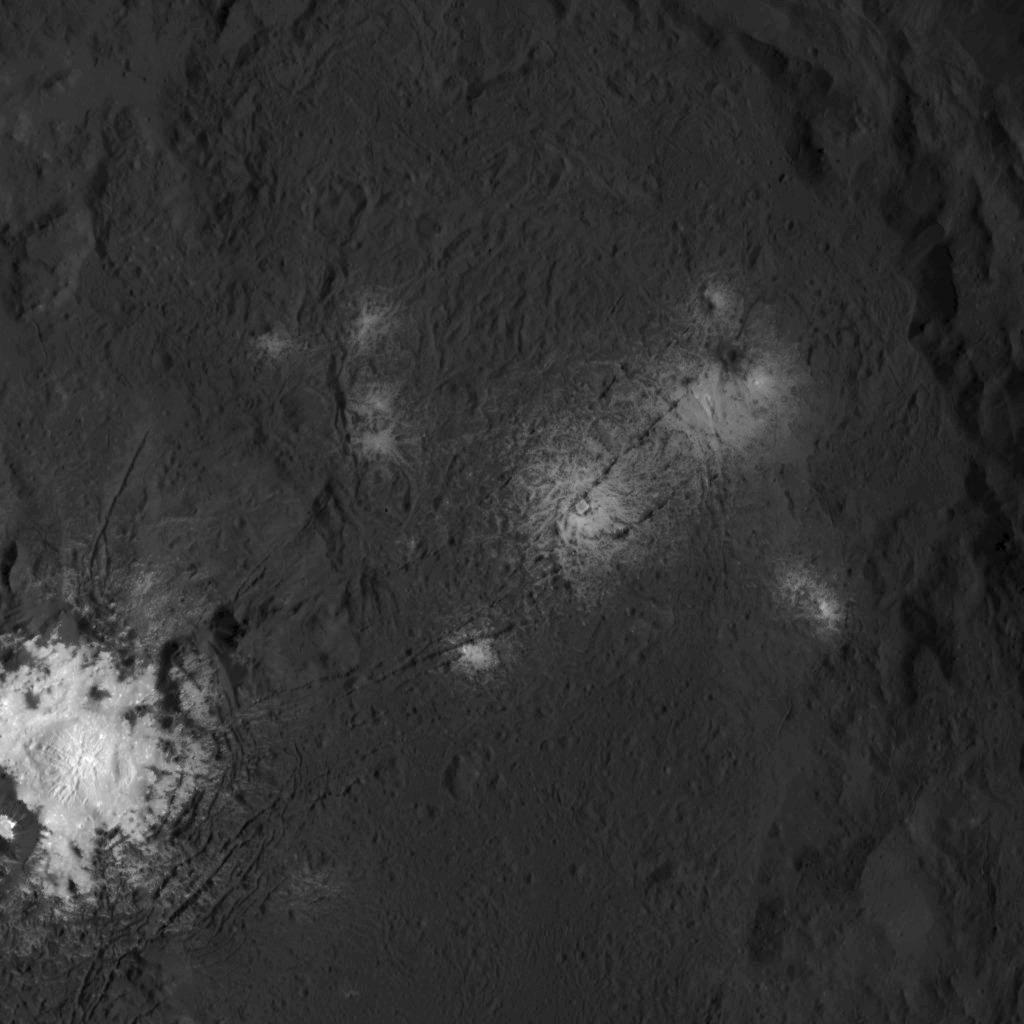
تصویر گرفته شده توسط دان close-up
(مارس ۲۰۱۶)